# Plus vieux pommiers du Japon
Les plus vieux pommiers du Japon (日本最古のりんごの木, nihon saiko no ringo no ki) est le nom donné à trois pommiers plantés en 1878 et qui poussent encore à Tsugaru, dans la préfecture d'Aomori. Ces trois arbres sont considérés comme les plus vieux pommiers au Japon et ont été classés en 1960 monument naturel sous le nom de pommiers (りんごの樹, ringo no ki). Les trois pommiers sont aussi appelés pommiers de Kashiwamura (柏村のリンゴ樹, Kashiwamura no ringo-ju) du nom de l'ancienne municipalité. Kashiwamura était une municipalité qui appartenait au district de Nishitsugaru et qui a disparu le 11 février 2005 avec la fusion des villages de Kizukuri, Morita, Inagaki et de Shariki.

## Origines

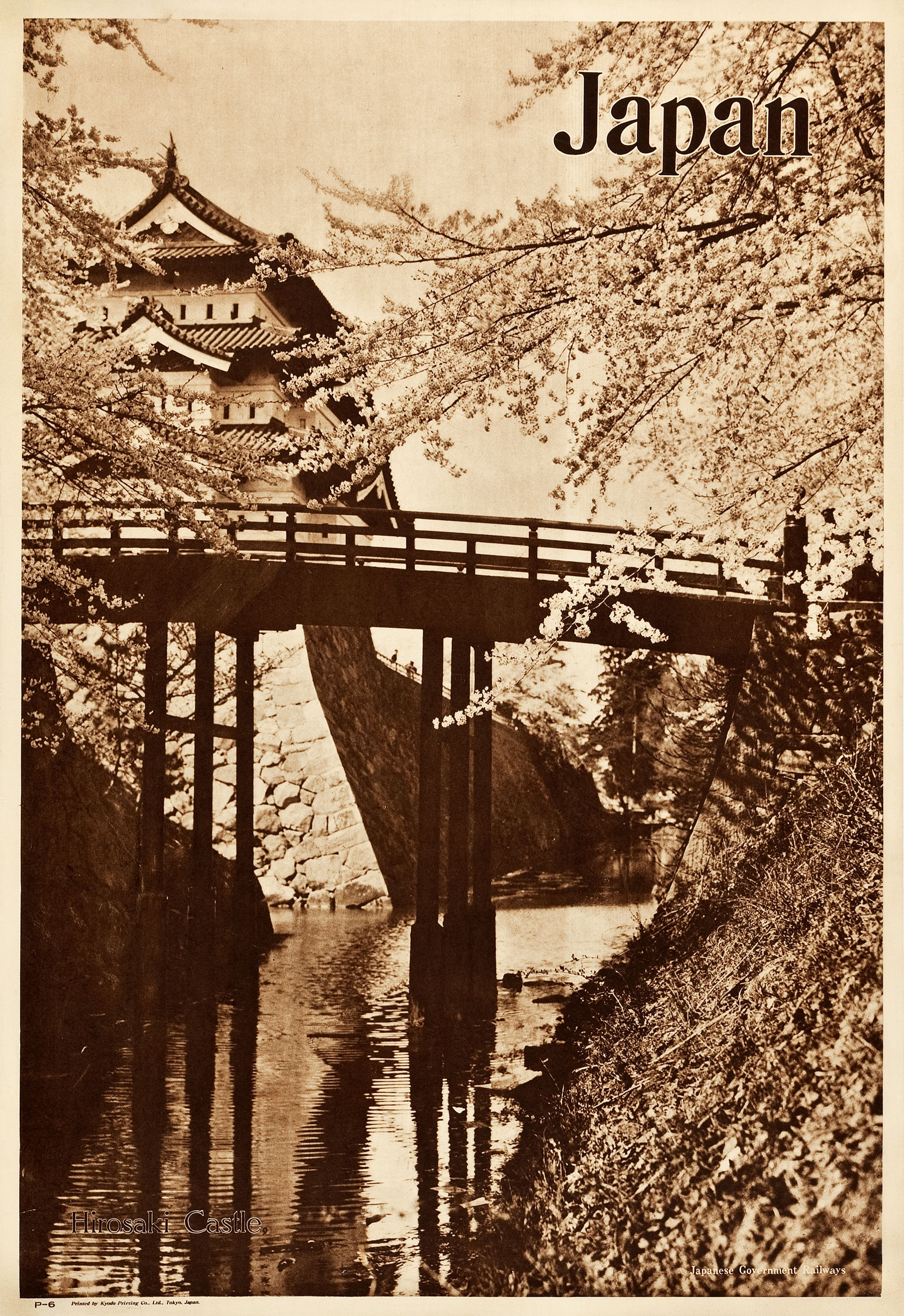
Parc du château de Hirosaki vers 1936.

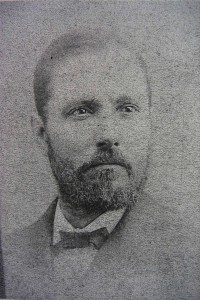
John Inge en 1876.

Les trois plus vieux pommiers poussent dans les vergers de Tsugaru Kuroshio Kuwano, situés près du centre de la plaine de Tsugaru. Il s'agit de deux pommiers de la variété Benishibo (紅絞) et d'un pommier de la variété Iwai (祝), appelé aussi American Summer Pearmain.
Pendant la période Meiji, en 1871, le château de Hirosaki perd son rang de chef-lieu de préfecture, l'administration étant transférée à Aomori ; en compensation, Hirosaki devient un site résidentiel avec un château de style Renaissance et d'autres bâtiments inspirés de l'architecture occidentale. Des missionnaires s'y installent et une communauté chrétienne se développe. La vallée, déjà réputée pour ses cerisiers, devient un lieu d'expérimentation horticole. En 1875, les premiers pommiers du Japon y sont plantés au pied du mont Iwaki par John Inge (ja) (1840-1920), professeur américain de l'école de Tōō Gijuku : ses descendants seront invités au Japon en 1974 pour célébrer le centenaire de cet événement. En 1877, un sériculteur japonais, Shigeki Yamano, plante un pommier expérimental dans son jardin : la première récolte donne trois pommes. En 1898, les pommiers sont affectés par une maladie et les planteurs de Hirosaki doivent introduite de nouvelles méthodes. En 1990, la préfecture d'Aomori est le premier centre de production de pommes au Japon, pour une valeur d'un milliard de dollars. En 1991, les vergers sont ravagés par un typhon mais, au prix de grands efforts, la production peut être sauvée.